# 1282

## Události
- Eduard I. Anglický dobyl Wales
- Sicilské nešpory, během kterých byli Anjouovci vyhnáni ze Sicílie
- zlá léta – nejdříve záplavy, pak rozvrat osevních prací a v první polovině roku propukl hladomor v českých zemích i na Moravě, masové hroby, případy kanibalismu
- březen – Vítkovci ve Vídni , Jindřich I. z Rožmberka donucen vydat Albrechtovi hrad Raabs
- Vánoce – dle Druhého pokračování Kosmova objevila se nad pražským městem duha podivné krásy, z níž kteří si Židé a některé křesťanské ženy prorokovali celému království českému obrat ke štěstí

## Narození
- 5. května – Juan Manuel, kastilský infant a spisovatel († 13. června 1347)
- 7. srpna – Alžběta Anglická, nejmladší dcera anglického krále Eduarda I. († 5. května 1316)

## Úmrtí
- 2. března – Anežka Česká, česká princezna a světice (* 1211)
- 1. dubna – Abaka Chán, druhý ílchán mongolského ílchanátu (* únor 1234)
- 13. října – Ničiren, japonský buddhistický mnich (* 16. ledna 1222)
- 11. prosince
  - Llywelyn ap Gruffydd, princ waleský (*1173)
  - Michael VIII. Palaiologos, nikájský a byzantský císař (* 1224)
- ? – Markéta Sambiria, dánská královna jako manželka Kryštofa I. (* okolo 1232)

## Hlava státu
- České království – Václav II.
- Svatá říše římská – Rudolf I. Habsburský – Alfons X. Kastilský
- Papež –
- Anglické království – Eduard I.
- Francouzské království – Filip III.
- Polské knížectví – Lešek II. Černý
- Uherské království – Ladislav IV. Kumán
- Kastilské království – Alfons X. Moudrý
- Portugalské království – Dinis
- Byzantská říše – Michael VIII. Palaiologos – Andronikos II. Palaiologos